# ياكوبو سانازارو
ياكوبو سانازارو (بالإيطالية: Jacopo Sannazaro)‏ (تولد 28 يوليو 1458 - 6 أغسطس 1530) كان شاعرًا إيطاليًا وإنسانيًا من نابولي. كتب باللغتين الإيطالية واللاتينية.

## روابط خارجية
- ياكوبو سانازارو على موقع الموسوعة البريطانية (الإنجليزية)
- ياكوبو سانازارو على موقع ديسكوغز (الإنجليزية)